# Passo Tre Croci
Průsmyk Passo Tre Croci (ladinsky Són Zuógo) je alpský průsmyk v Dolomitech, který se nachází v nadmořské výšce 1 805 m v oblasti Ampezzano mezi horami Monte Cristallo na severu a Punta Sorapiss na jihu. Spojuje údolí Boite a městečka Cortina d'Ampezzo, Misurina a Auronzo di Cadore a údolím Val d'Ansiei.

## Popis
Název průsmyku je poctou tragédii, která se stala v únoru 1789: matka a její dvě děti, které se vydaly z Auronzo di Cadore do Cortiny d'Ampezzo za prací, u průsmyku umrzly. Na památku této události byly vztyčeny tři dřevěné kříže.
V blízkosti průsmyku se nachází několik obranných staveb (bunkrů), které jsou součástí zátarasu Passo Tre Croci, jenž je součástí obranného Alpského valu.
Passo Tre Croci je oblíbeným výchozím bodem pro pěší turisty: vedou odtud dvě stezky k horské chatě Rifugio Vandelli v horské skupině Sorapiss u jezera Lago di Sorapiss.

## Galerie

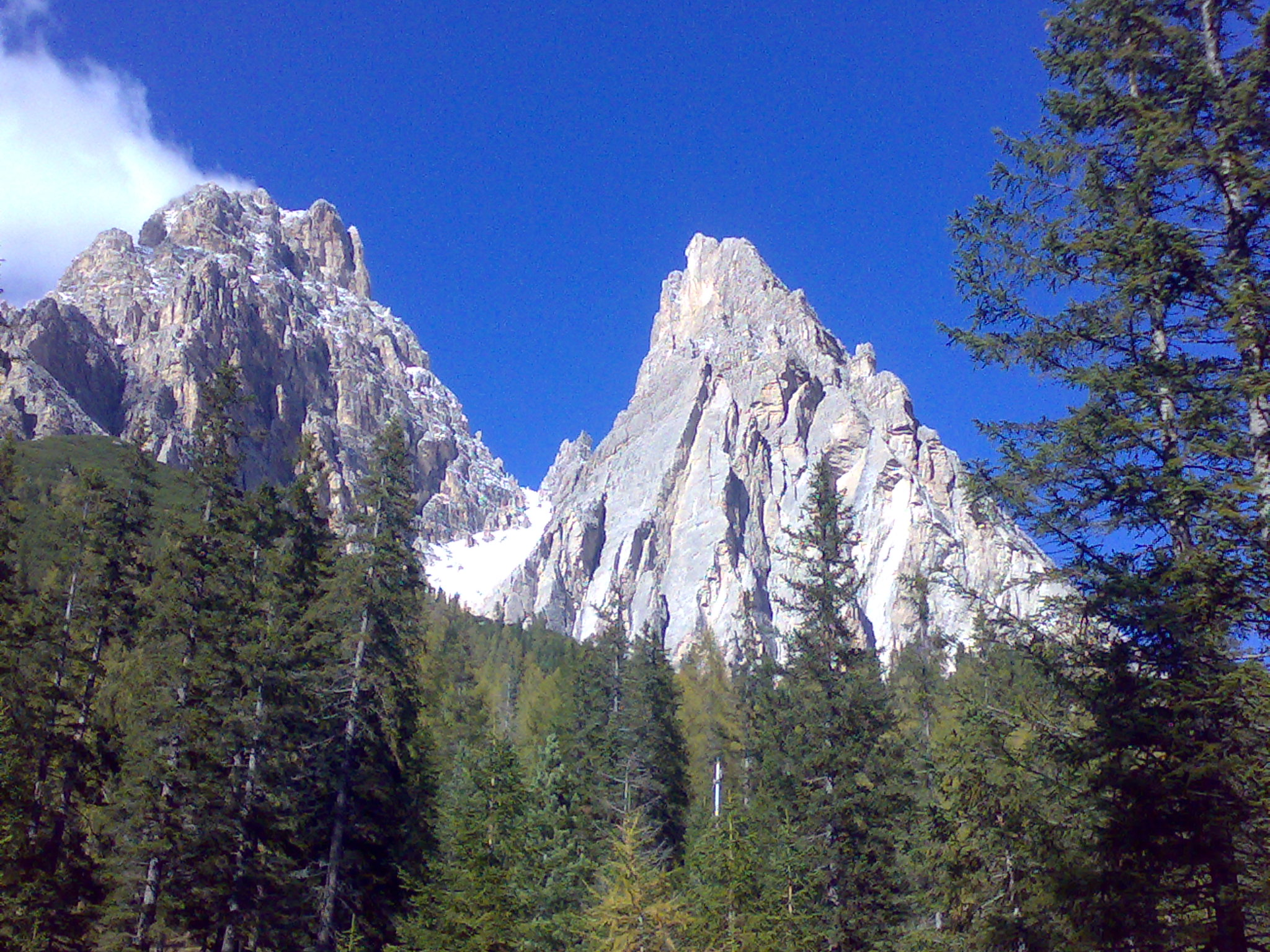
Piz Popena
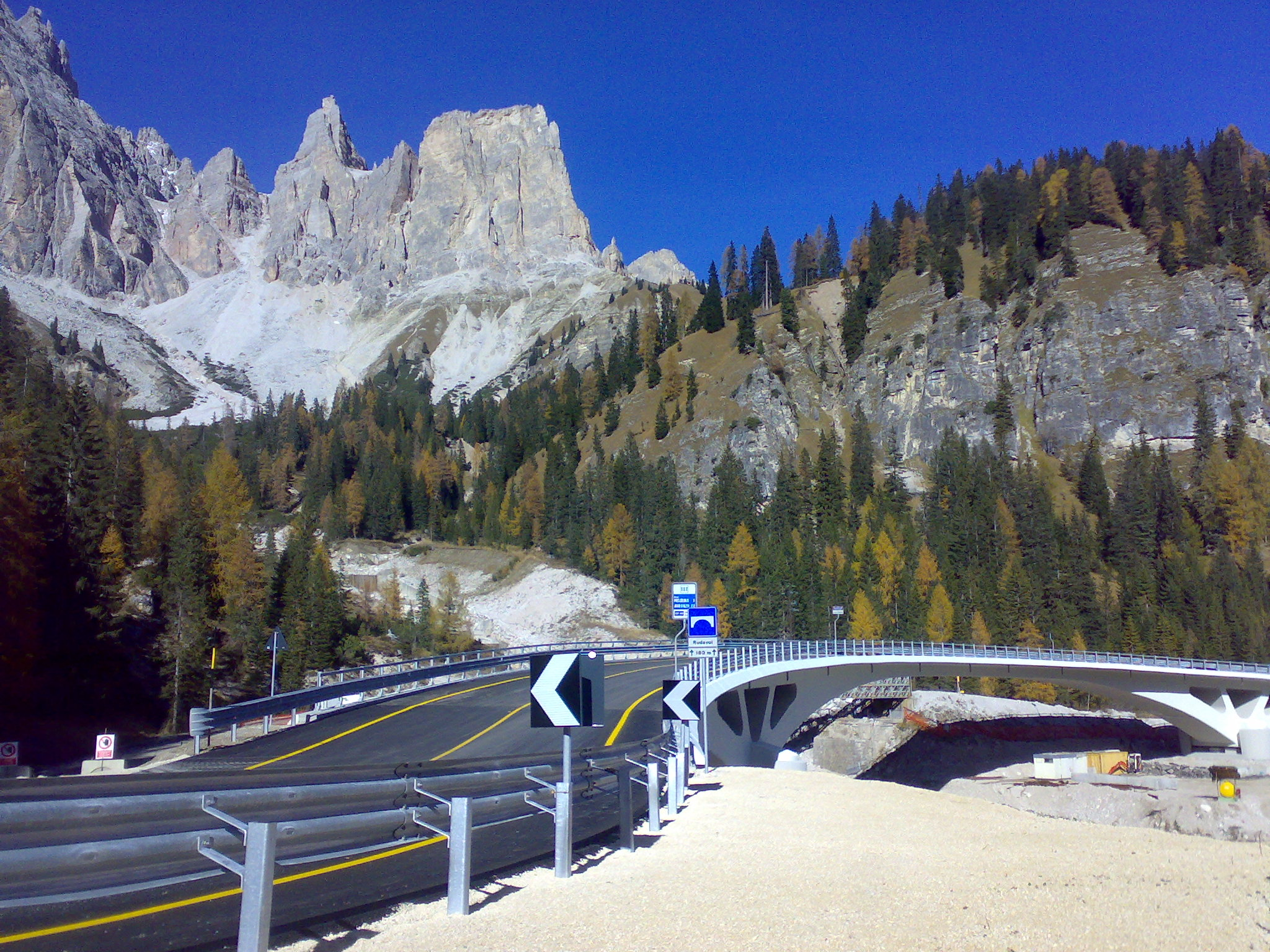
pohled z mostu Rudavoi
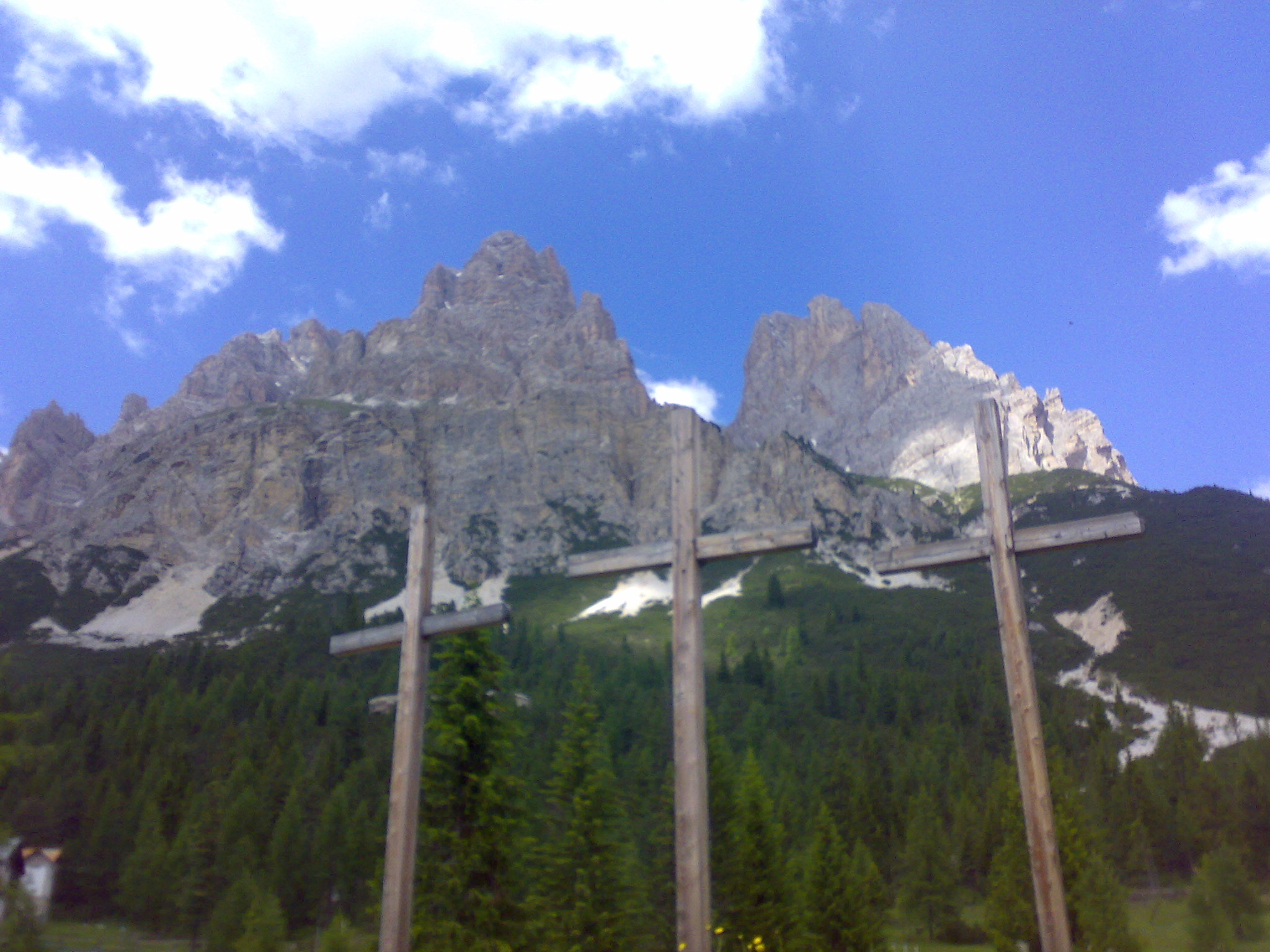
pohled na Monte Cristallo od tří křížů
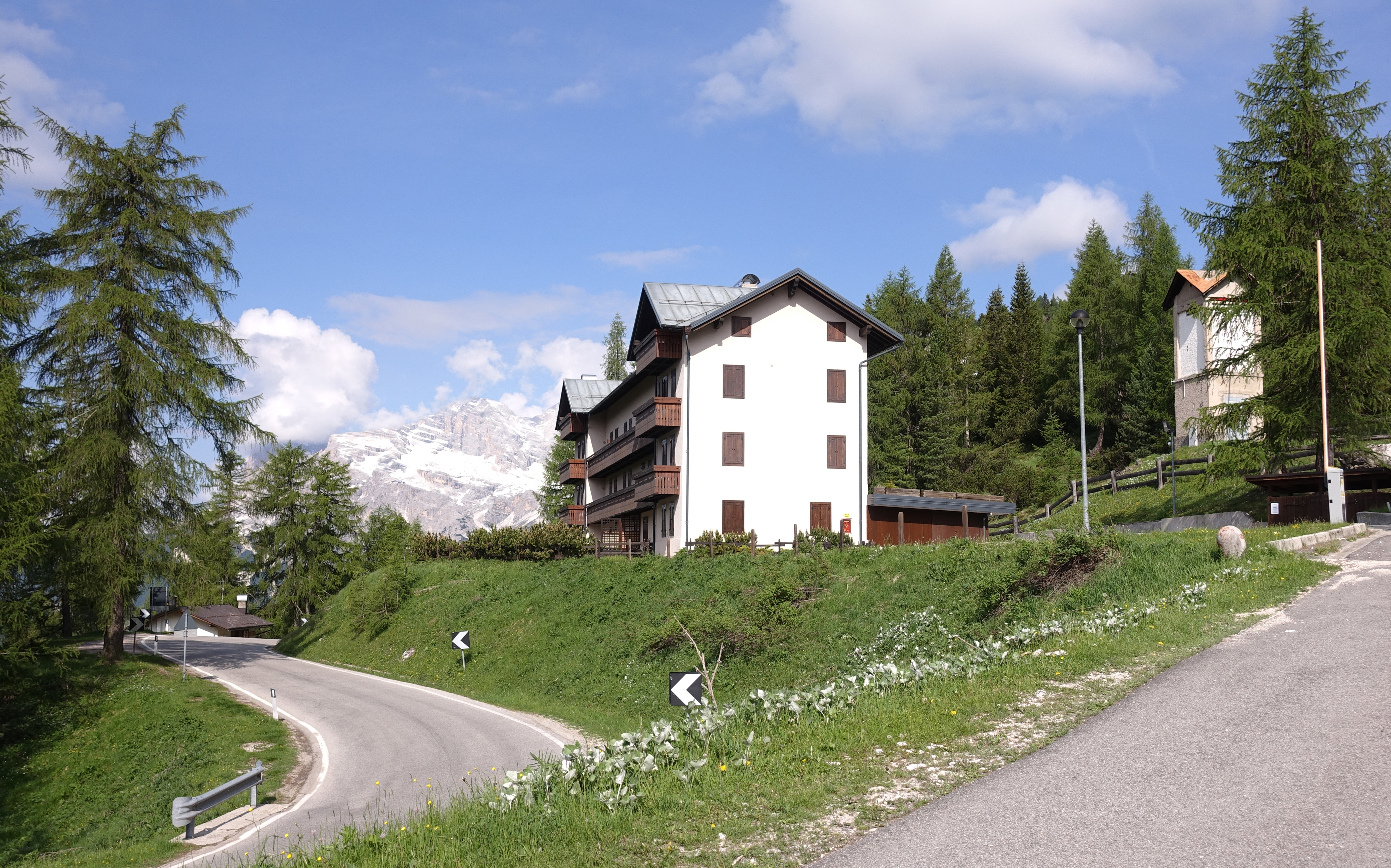
budovy na vrcholu Passo Tre Croci